# Michal Doležal
Pour les articles homonymes, voir Dolezal.
Michal Doležal, né le 11 mars 1978 à Jablonec nad Nisou est un sauteur à ski tchèque, devenu entraîneur.

## Biographie
Licencié au Dukla Liberec, le Tchèque reçoit sa première sélection en équipe nationale pour les Championnats du monde de vol à ski 1996, à Tauplitz se classant 35e. Au même lieu, il fait ses débuts dans la Coupe du monde, puis marque ses premiers points à Harrachov (19e). Il confirme en 1997 ses progrès en terminant deux fois douzième dans la Coupe du monde.
En 1998, il prend part aux Jeux olympiques de Nagano, obtenant parmi les meilleurs résultats de sa carrière, avec le huitième rang au petit tremplin et le onzième au grand tremplin. C'est en décembre 1999, qu'il bat ces résultats, atteignant la place de septième sur le concours de Coupe du monde disputé à Zakopane. Il enchaîne ensuite notamment avec deux dixièmes places sur des manches de la Tournée des quatre tremplins, qui le mène à son meilleur classement général, la 27e position. Sur le Grand Prix d'été 2000, il réalise sa meilleure performance dans une compétition avec l'élite en terminant cinquième à Villach.
Sur les Jeux olympiques d'hiver de 2002 à Salt Lake City, il ne se qualifie que pour la compétition en petit tremplin, qu'il termine au fond du classement à la cinquantième place.
Après une troisième participation aux Championnats du monde en 2003, il est seulement utilisé dans la Coupe continentale et y obtient comme meilleur résultat une troisième place dans une épreuve la Coupe FIS durant la saison 2005-2006, avant la fin de sa carrière sportive en 2007.
En 2019, il succède à Stefan Horngacher en tant que l'entraîneur de l'équipe polonaise de saut à ski.

## Palmarès

### Jeux olympiques
| Épreuve / Édition | Nagano 1998 | Salt Lake City 2002 |
| Petit tremplin    | 11e         | 50e                 |
| Grand tremplin    | 8e          |                     |
| Par équipes       |             | 12e                 |

### Championnats du monde
| Épreuve / Édition | Épreuve / Édition | Ramsau 1999 | Lahti 2001 | Val di Fiemme 2003 |
| Petit tremplin    | Petit tremplin    | 31e         | 38e        | 39e                |
| Grand tremplin    | Grand tremplin    | 34e         | 31e        |                    |
| Par équipes       | PT                |             | 7e         |                    |
| Par équipes       | GT                |             | 6e         |                    |

Légende=PT : grand tremplin, GT : grand tremplin

### Championnats du monde de vol à ski
| Épreuve / Édition | Kulm 1996 | Oberstdorf 1998 | Vikersund 2000 |
| Individuel        | 35e       | 35e             | 32e            |

### Coupe du monde
- Meilleur classement général : 27e en 2000.
- Meilleur résultat individuel : 7e.

#### Classements généraux
| Compétition/Année | Compétition/Année | Coupe du monde | Coupe du monde |
| ----------------- | ----------------- | -------------- | -------------- |
| Compétition/Année | Compétition/Année | Class.         | Points         |
| 1996              | 1996              | 75e            | 14             |
| 1997              | 1997              | 53e            | 53             |
| 1998              | 1998              | 44e            | 64             |
| 1999              | 1999              | 49e            | 46             |
| 2000              | 2000              | 27e            | 220            |
| 2001              | 2001              | 81e            | 1              |
| 2002              | 2002              | 57e            | 20             |